# Campeón de Campeones (Liga de Expansión)
El Campeón de Campeones de la Liga de Expansión MX es un torneo de fútbol que se disputa entre clubes mexicanos que se inició en 2020, en el que se enfrentan los dos campeones de los torneos cortos del ciclo futbolístico anual (Apertura y Clausura) de la segunda categoría del fútbol mexicano, este título se celebra en sustitución al título de ascenso que se jugaba entre 1997 y 2019, el cual fue suspendido en 2020 por la reestructuración de la división de plata del balompié mexicano.

## Historia
El 20 de febrero de 2020 los presidentes de la Liga MX, del Ascenso MX y de la Federación Mexicana de Fútbol tuvieron una reunión, en donde se tocaron diferentes temas con el fin de fortalecer las dos principales ligas del fútbol mexicano. El 17 de abril Enrique Bonilla, Presidente Ejecutivo de la Liga MX, ofreció un comunicado en donde mencionó que, en enero, los clubes de la Liga de Ascenso hicieron una petición mediante una carta, pidiendo ayuda por la crisis que estaban atravesando. Bonilla mencionó que la división había perdido ingresos en las últimas temporadas, tanto en los derechos de televisión como en patrocinios, ganancias por taquilla y en esquilmos por día de partido. Además, añadió que ninguno de los equipos estaban certificados para ascender a Primera División y que varios de los proyectos actuales se encontraban cerca de la quiebra, con peligro de desaparecer por falta de recursos y con la necesidad de cubrir un déficit financiero anual de más de 25 millones de pesos por club, en promedio, y que por tales motivos los clubes solicitaron la aprobación para utilizar el fondo de contingencia con el que contaba la división, mismo que no era suficiente. 
Es por esto que la asamblea decidió proponer el "Proyecto de Estabilización", el cual buscaba rescatar a los clubes de la división de ascenso con problemas financieros para que la Liga MX y el Ascenso MX consolidaran proyectos estables que contaran con bases sólidas, tanto deportivas como administrativas, financieras y de infraestructura. El 24 de abril, los representantes de la Liga MX, del Ascenso MX, de la Liga Premier, de la Liga TDP y del Sector Amateur hicieron oficial el "Proyecto de Estabilización" y la creación de una nueva liga, además de acordar los siguientes puntos:
- Dar por terminada la temporada 2019-20 del Ascenso MX.
- Suspender temporalmente el ascenso y descenso por los próximos seis años.
- Eliminar la regla de menores de la Liga MX a partir de la temporada 2020-21.
- Podrán participar en la nueva división los clubes del Ascenso MX que decidan hacerlo, así como filiales de los clubes de la Liga MX y tres clubes invitados de la Liga Premier.
- Destinar $60 millones de pesos distribuidos en partes iguales, a los 12 clubes de Ascenso MX, con la finalidad de que puedan dar cumplimiento a sus obligaciones.
- Destinar $240 millones de pesos anuales por los siguientes 6 años ($20 millones de pesos anuales por club), con la finalidad de apoyar el crecimiento de los clubes que actualmente se encuentran en el Ascenso MX y que continúen participando en la nueva división. Dichos recursos se generarán con la sanción económica que se impondrá a los clubes de Liga MX de acuerdo a lo siguiente:
  - Último lugar del cociente Liga MX: $ 120 millones
  - Penúltimo lugar del cociente Liga MX: $ 70 millones
  - Antepenúltimo lugar del cociente Liga MX: $ 50 millones

A partir de la temporada 2020-21 este título sustituye al que se otorgaba al Campeón de Ascenso, ya que la Liga de Expansión MX fue fundada en el año 2020 como parte del "Proyecto de Estabilización", el cual tiene como objetivo rescatar a los equipos de la Liga de Ascenso de México con problemas financieros y evitar de esta forma la desaparición de la Segunda División en México, por lo cual no habrá ascensos ni descensos en Primera División durante las próximas 6 temporadas siguientes a la conformación de la Liga de Expansión. Además, busca que los equipos de la Liga MX y del Ascenso MX consoliden proyectos estables que cuenten con bases sólidas, tanto deportivas como administrativas, financieras y de infraestructura.
Como compensación por la suspensión del ascenso a Primera División, el ganador de la serie se llevará un premio económico de $MXN 10 millones, además del trofeo que lo acredita como el campeón de la temporada.

## Sistema de competencia
Disputarán la copa Campeón de Campeones los ganadores de los torneos Apertura y Clausura de la temporada en cuestión.
El club vencedor de la serie y por lo tanto Campeón de Campeones, será aquel que en los dos partidos anote el mayor número de goles. Si al término del tiempo reglamentario del segundo partido el marcador global se encuentra empatado, se agregarán dos tiempos extras de 15 minutos cada uno. De persistir el empate en estos periodos, se procederá a lanzar tiros penales hasta que resulte un vencedor.
Para determinar el orden de sede de los partidos se utiliza la tabla general de la temporada, según la cual el equipo con más puntos en ese ciclo tendrá la opción preferente para celebrar el partido de vuelta en su terreno de juego.

## Campeones
| Temporada | Campeón de Apertura    | Resultado      | Campeón de Clausura | Campeón de Campeones | D.T. Campeón      | Estadio(s)                                                                |
| --------- | ---------------------- | -------------- | ------------------- | -------------------- | ----------------- | ------------------------------------------------------------------------- |
| 2020-21   | Tampico Madero         | 2-2 (3-5 pen.) | Tepatitlán          | Tepatitlán           | Francisco Ramírez | Estadio Tamaulipas Estadio Tepa Gómez                                     |
| 2021-22   | Atlante                | 1-1 (5-4 pen.) | Atlético Morelia    | Atlante              | Mario García      | Estadio de la Ciudad de los Deportes Estadio Morelos                      |
| 2022-23   | Atlante                | 2-3            | C.D. Tapatío        | C.D. Tapatío         | Gerardo Espinoza  | Estadio Jalisco Estadio de la Ciudad de los Deportes                      |
| 2023-24   | Cancún                 | 1-1 (3-1 pen.) | Atlante             | Cancún               | Luis Arce         | Estadio Olímpico Andrés Quintana Roo Estadio de la Ciudad de los Deportes |
| 2024-25   | Leones Negros U. D. G. | 1-3            | C.D. Tapatío        | C.D. Tapatío         | Arturo Ortega     | Estadio Jalisco                                                           |

### Campeonatos por club
| Club                   | Títulos | Subtítulos | Años Campeón     | Años Subcampeón  |
| ---------------------- | ------- | ---------- | ---------------- | ---------------- |
| C.D. Tapatío           | 2       | 0          | 2022-23, 2024-25 | -                |
| Atlante                | 1       | 2          | 2021-22          | 2022-23, 2023-24 |
| Tepatitlán             | 1       | 0          | 2020-21          | -                |
| Cancún                 | 1       | 0          | 2023-24          | -                |
| Atlético Morelia       | 0       | 1          | -                | 2021-22          |
| Leones Negros U. D. G. | 0       | 1          | -                | 2024-25          |
| Tampico Madero         | 0       | 1          | -                | 2020-21          |

## Participaciones
| Equipo                 | Participaciones |
| ---------------------- | --------------- |
| Atlante                | 3               |
| C.D. Tapatío           | 2               |
| Tepatitlán             | 1               |
| Tampico Madero         | 1               |
| Atlético Morelia       | 1               |
| Cancún                 | 1               |
| Leones Negros U. D. G. | 1               |